# Lijst van personen uit Brisbane

Wapen van Brisbane

Dit is een chronologische lijst van personen uit Brisbane, Queensland. Het gaat om personen die er zijn geboren.

## Geboren in Brisbane

### Voor 1900
- William Webb (1887–1972), rechter
- Charles Kingsford Smith (1897–1935), luchtvaartpionier

### 1900–1959

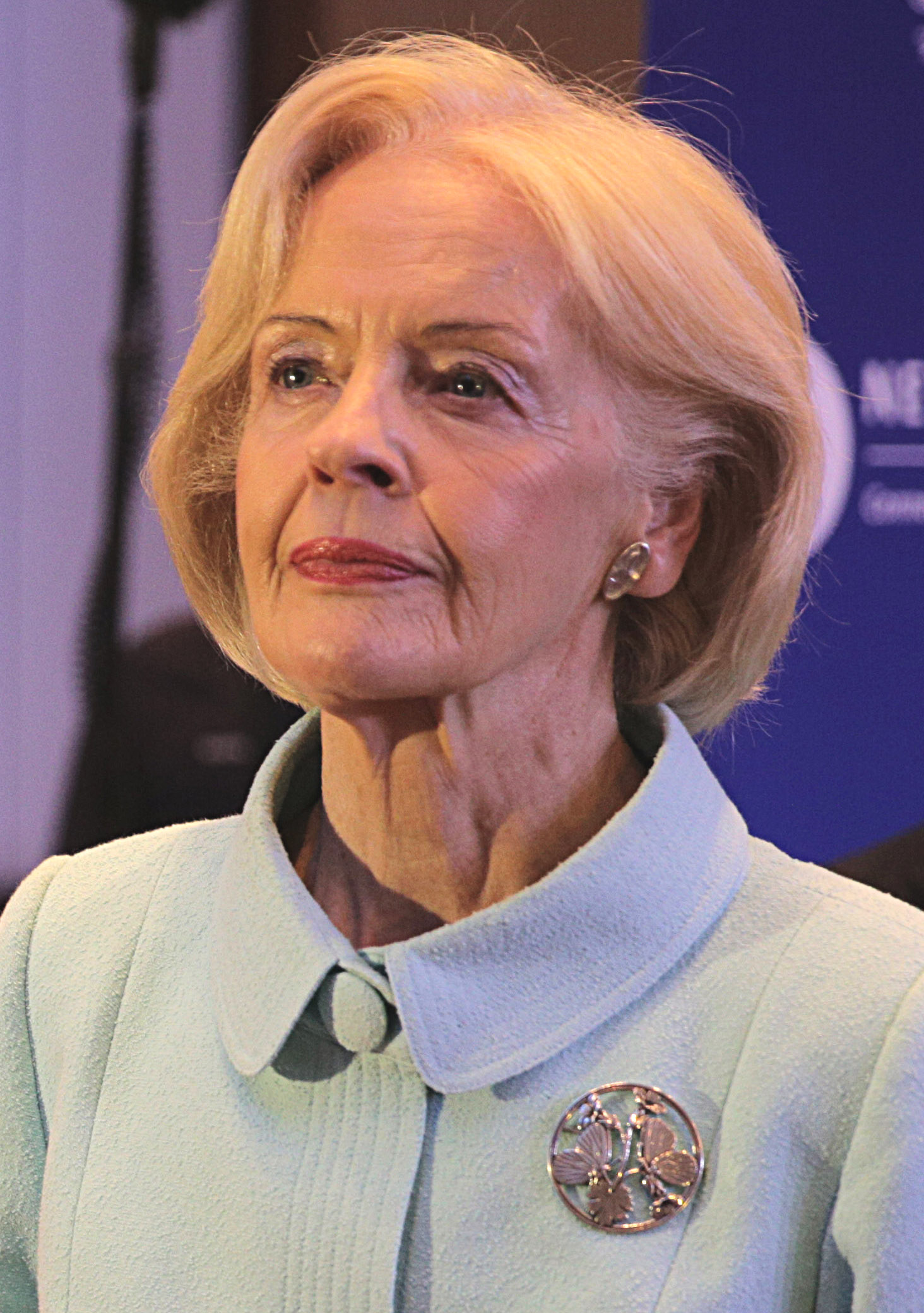
Politica Quentin Bryce (1942)

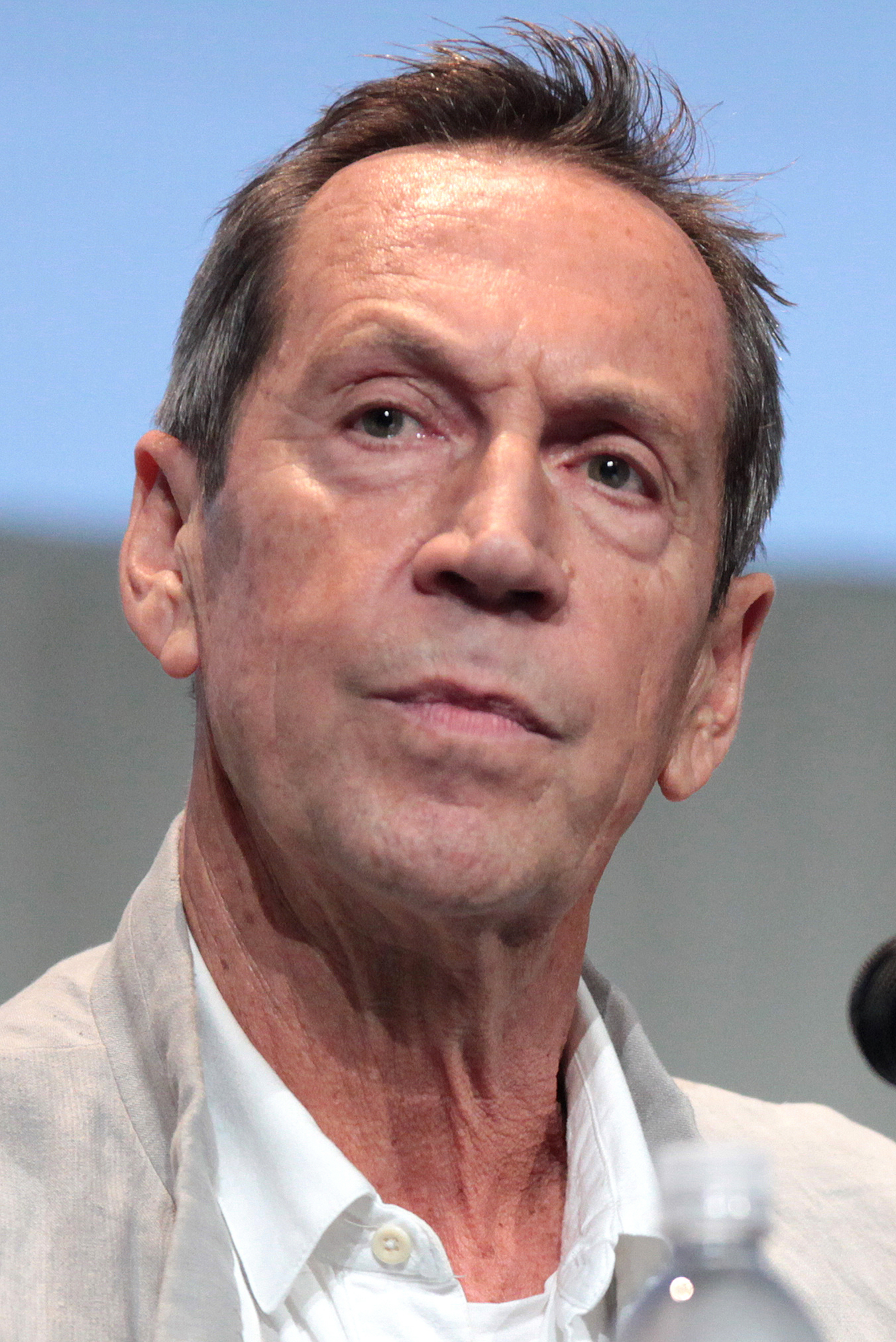
Acteur Jonathan Hyde (1947)

- Alistair Cameron Crombie (1915–1996), wetenschapshistoricus
- Reg Watson (1926-2019), televisieproducent
- John Cuneo (1928-2020), zeiler
- Lionel Cox (1930–2010), wielrenner
- Norma Croker (1934), atlete
- David Malouf (1934), schrijver
- Peter C. Doherty (1940), dierenarts, onderzoeker en Nobelprijswinnaar (1996)
- Ken Fletcher (1940–2006), tennisspeler
- Quentin Bryce (1942), politica
- George Miller (1945), filmregisseur, scenarioschrijver en filmproducent
- Frans Ehlhart (1946), componist
- Jonathan Hyde (1947), acteur
- Wendy Turnbull (1952), tennisster

### 1960–1969

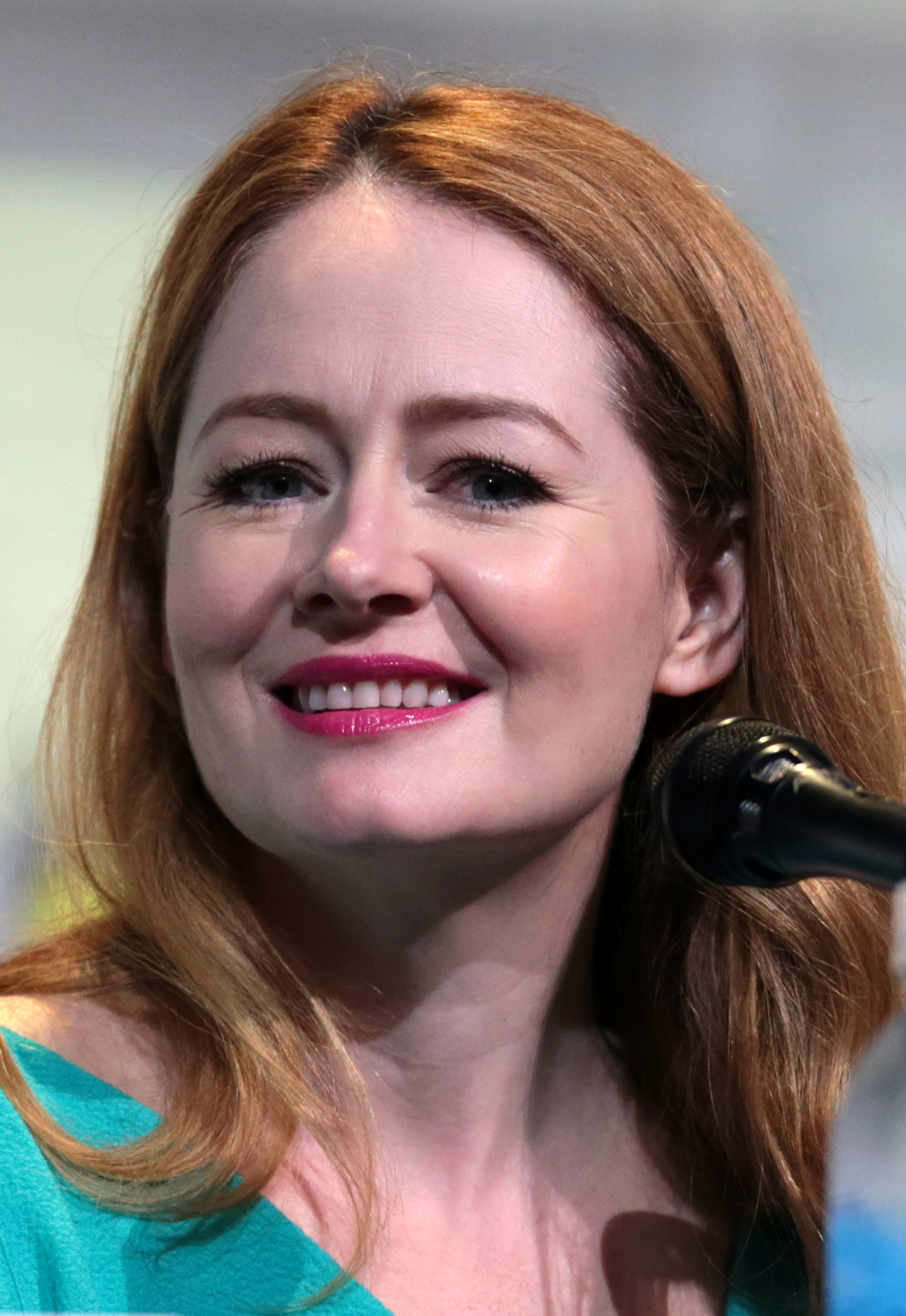
Actrice Miranda Otto (1967)

- David Green (1960), ruiter gespecialiseerd in Eventing
- Tracey Moffatt (1960), beeldend kunstenares in de fotografie en de videokunst
- P.J. Hogan (1962), filmregisseur
- Michael Doohan (1965), motorcoureur
- Darlene Zschech (1965), aanbiddingsleidster en singer-songwriter
- Gabrielle Fitzpatrick (1967), actrice
- Miranda Otto (1967), actrice
- Duncan Armstrong (1968), zwemmer
- Dion Beebe (1968), cameraman
- Sharon Jaklofsky (1968), Nederlands atlete
- Rina Hill (1969), triatlete

### 1970–1979
- Gina G (1970), zangeres
- Andre Stolz (1970), golfer
- Jacinda Barrett (1972), actrice

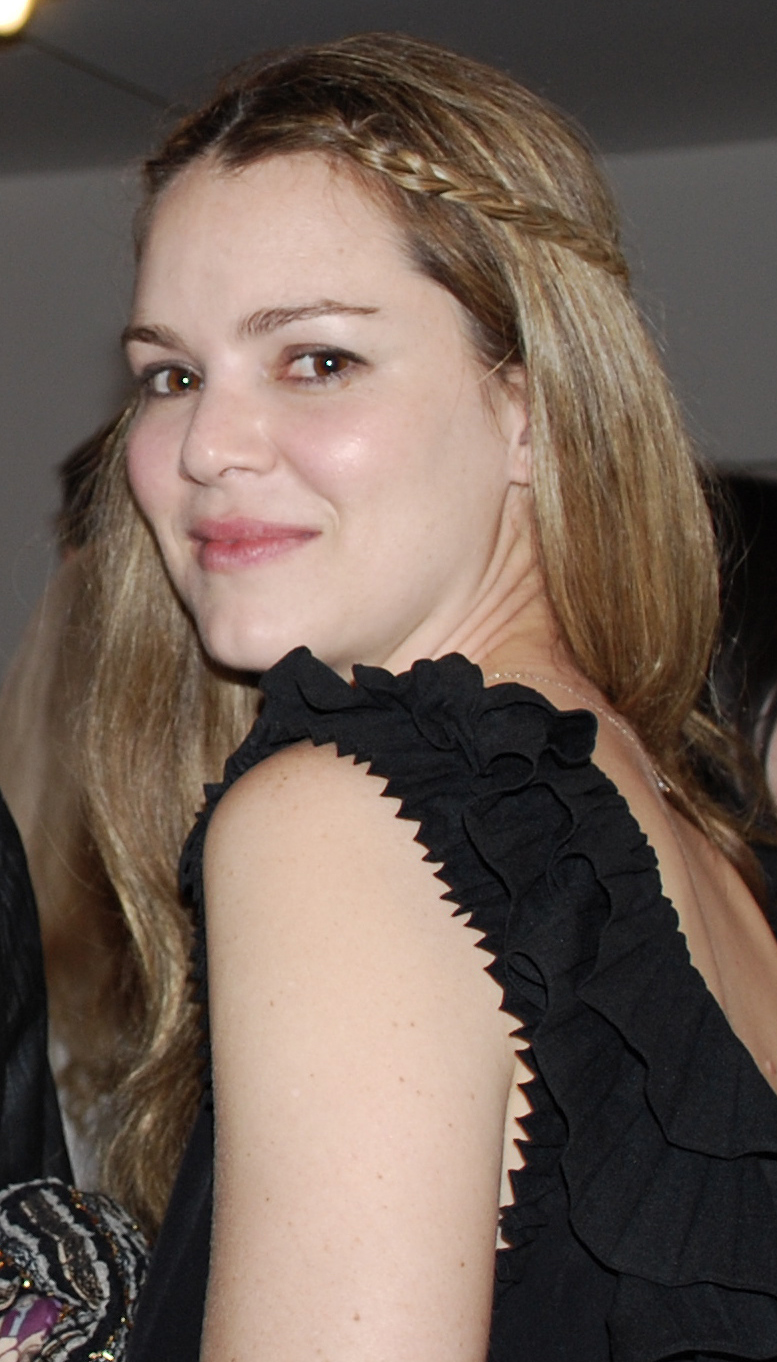
Actrice Jacinda Barrett (1972)

- Kerry-Anne Guse (1972), tennisspeelster
- Darren Hayes (1972), singer-songwriter en voormalige leadzanger van Savage Garden
- Robbie McEwen (1972), wielrenner
- Samantha Riley (1972), zwemster
- Kieren Perkins (1973), zwemmer
- Lee Zahner (1974), beachvolleyballer
- Loretta Harrop (1975), triatlete
- Chris Hill (1975), triatleet
- Joshua Slack (1976), beachvolleyballer
- Monica Mayhem (1978), pornoactrice
- Ashley Callus (1979), zwemmer
- Raymond Smith (1979), darter

### 1980–1989

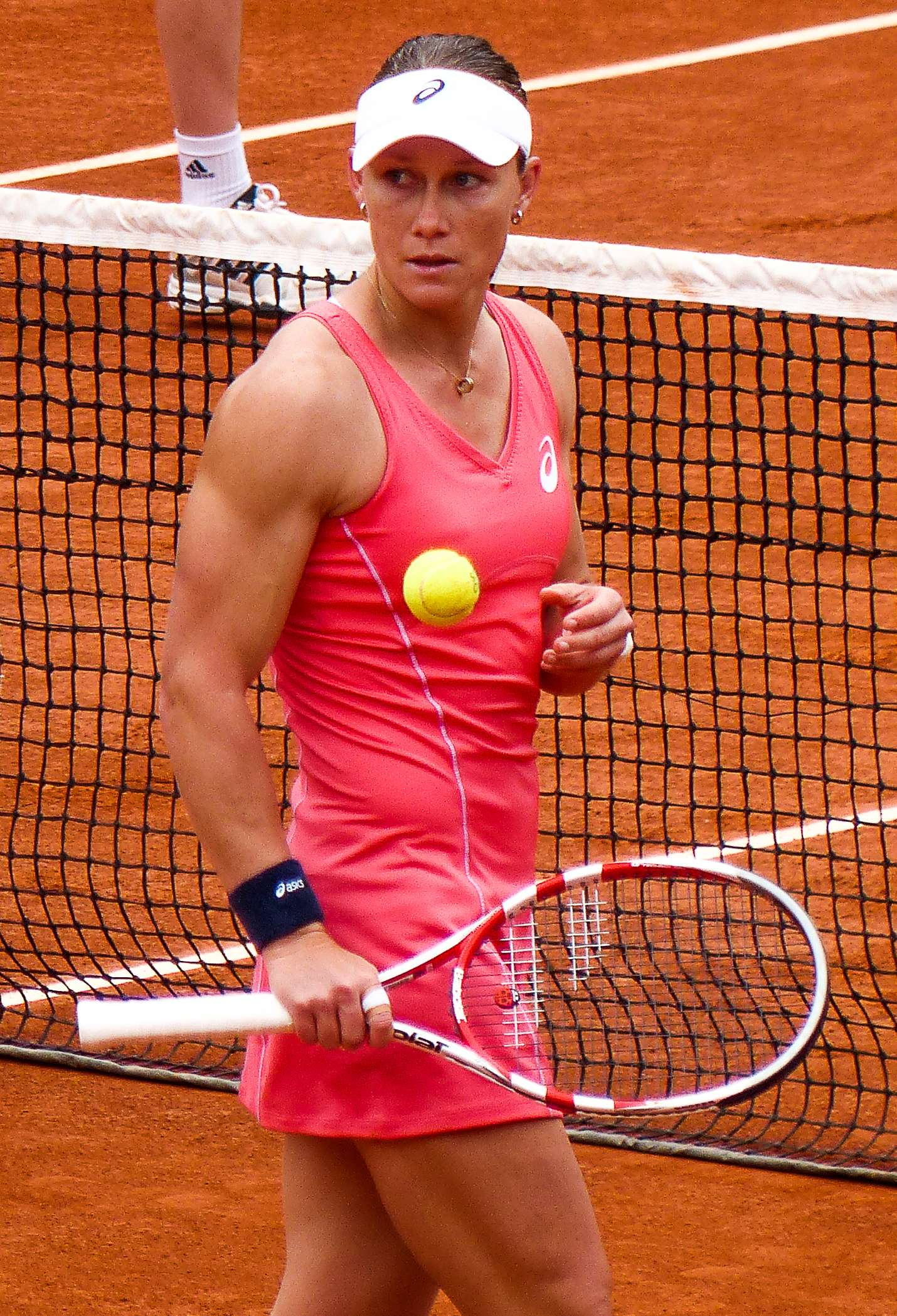
Tennisster Samantha Stosur (1984)

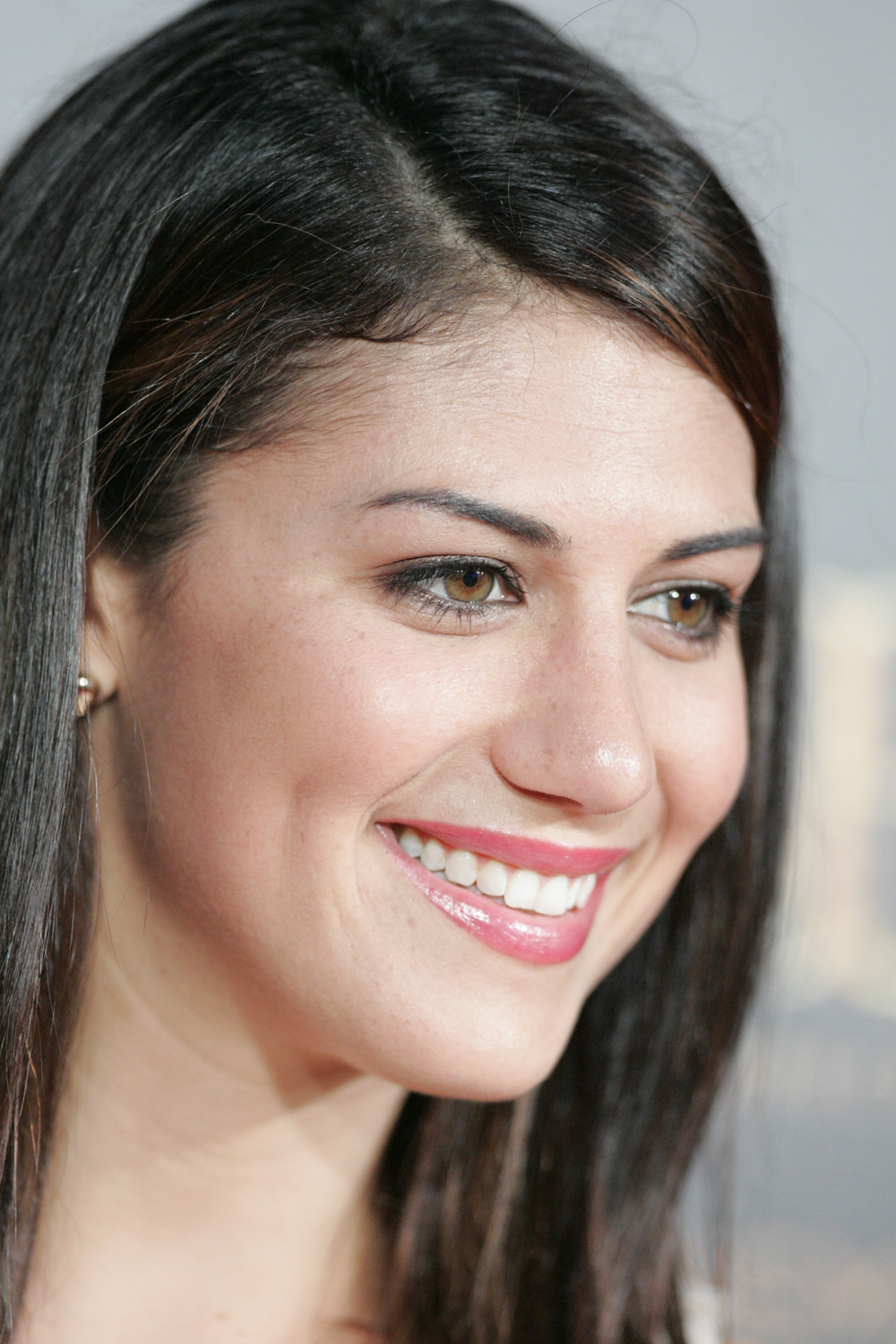
Zwemster Stephanie Rice (1988)

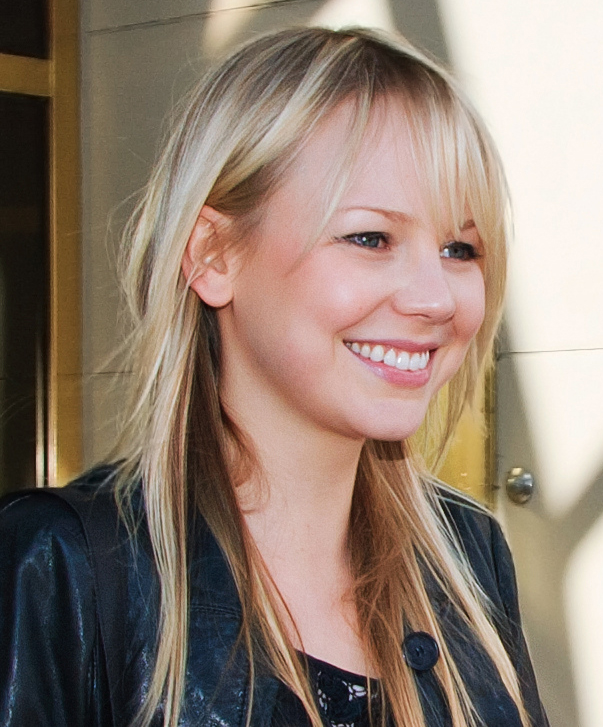
Actrice Adelaide Clemens (1989)

- Scott Dixon (1980), Nieuw-Zeelands autocoureur
- Christopher Williams (1981), wielrenner
- Jonathan Cantwell (1982-2018), wielrenner
- Jade Edmistone (1982), zwemster
- Jonathan McKain (1982), voetballer
- Giaan Rooney (1982), zwemster
- Chris Vermeulen (1982), motorcoureur
- Jodie Henry (1983), zwemster
- Craig Horner (1983), acteur
- Matt McKay (1983), Australisch-Grieks voetballer
- Brenton Rickard (1983), zwemmer
- Nathan Coe (1984), voetballer
- Samantha Stosur (1984), tennisspeelster
- The Veronicas (1984), zangeressen
- Carly Hibberd (1985), wielrenster
- Mirusia Louwerse (1985), zangeres
- Christian Sprenger (1985), zwemmer
- Nicholas Sprenger (1985), zwemmer
- Alice Mills (1986), zwemster
- Jessicah Schipper (1986), zwemster
- Jack Anderson (1987), wielrenner
- Nick D'Arcy (1987), zwemmer
- Alicia Coutts (1987), zwemster
- Kyle Richardson (1987), zwemmer
- Sharleen Stratton (1987), schoonspringster
- Claire Holt (1988), actrice
- Robbie Kruse (1988), voetballer
- Matthew Mitcham (1988), schoonspringer
- Stephanie Rice (1988), zwemster
- Michael Zullo (1988), voetballer
- Bronte Barratt (1989), zwemster
- Adelaide Clemens (1989), actrice
- Nathan Haas (1989), wielrenner
- John Millman (1989), tennisspeler

### 1990–1999
- Ashleigh Brewer (1990), actrice
- Kylie Palmer (1990), zwemster
- Michael Hepburn (1991), weg- en baanwielrenner
- Grant Irvine (1991), zwemmer
- Ethan Warren (1991), schoonspringer
- Jess Bush (1992), actrice en model
- Jason Kubler (1993), tennisspeelster
- Nick Schultz (1994), wielrenner
- Madeline Groves (1995), zwemster
- Yolane Kukla (1995), zwemster
- Jack McLoughlin (1995), zwemmer
- Carter Bettles (1998), wielrenner
- Priscilla Hon (1998), tennisspeelster

### Vanaf 2000
- Kyra Cooney-Cross (2002), voetbalster
- Levi Miller (2002), acteur